# Diana Jakowlewa
Diana Aleksiejewna Jakowlewa (ros. Диана Алексеевна Яковлева, ur. 13 kwietnia 1988 w Moskwie) – rosyjska florecistka, dwukrotna medalistka mistrzostw świata.
Podczas mistrzostw świata w Budapeszcie w 2013 roku Rosjanki w składzie: Julija Biriukowa, Inna Dierigłazowa, Łarisa Korobiejnikowa i Diana Jakowlewa zdobyły brązowy medal w turnieju drużynowym. W turnieju indywidualnym zajęła tam szóste miejsce. Na rozgrywanych rok później mistrzostwach świata w Kazaniu była drużynowo druga.
Zdobyła również srebrne medale: indywidualnie na mistrzostwach Europy w Zagrzebiu (2013) i drużynowo na mistrzostwach Europy w Strasburgu (2014).
Ponadto na igrzyskach europejskich w Baku w 2015 roku wywalczyła drużynowo złoty medal.
Nigdy nie wzięła udziału w igrzyskach olimpijskich.
Studiowała kierunek trenerski na Państwowym Uniwersytecie Wychowania Fizycznego, Sportu, Młodzieży i Turystyki. Szermierkę uprawiała również jej matka Flora.